# エプシプランテル
エプシプランテル（英：Epsiprantel、商品名Cestex）は、単包条虫などの条虫に対する駆虫薬として使用される動物用医薬品である。

## 適応
7週齢以上のネコ（瓜実条虫、猫条虫）及びイヌ（瓜実条虫、豆状条虫）の条虫の駆除に適応がある。